# José María Covarrubias
José María Covarrubias (México, 24 de diciembre de 1948 - 16 de agosto de 2003) fue un activista que defendió los derechos de los homosexuales, fue fundador del Círculo Cultural Gay y organizador de la Semana Cultural Lésbico-Gay y precursor de movimientos pro-gais.

## Biografía
José María Covarrubias originario de Nayarit tuvo sus estudios básicos en ese lugar, se trasladó al Distrito Federal donde estudió en diferentes preparatorias: Preparatoria en Escuela Nacional Preparatoria Plantel 5, ubicado en Coapa, la Vocacional 4 y en la Preparatoria Popular Liverpool, siempre con el apoyo y aval de su madre.
Iniciando sus estudios universitarios en el Instituto Politécnico Nacional en la carrera de Arquitectura aunque al poco tiempo decide renunciar a esta e incorporarse a la Universidad Nacional Autónoma de México en la Facultad de Psicología con carrera de Psiquiatría, decidió no titularse después de elaborar y terminar aun así su tesis al leer sobre la antipsiquiatría. Amante de los autores disidentes como: Genet y Pasolini, siempre buscó y peleó por la libertad en todas sus expresiones. 
Militante del Frente de Liberación Homosexual desde 1971, perteneció al FHAR, Lambda, CLHARI y Comunidad Gay. José María Covarrubias, retomó, adaptó y le dio su sello a un evento de cultural hecha por Hugo Patiño del FHAR y lo sacó de la clandestinidad y le dio visibilidad en el ámbito cultural y plástico a los discursos libertarios de gais y lesbianas.
Fue cofundador, junto con Jorge Fitchl, su pareja por muchos años, del Círculo Cultural Gay, el cual se dedicó a realizar la Semana Cultural Lésbica Gay, logrando ganar como espacio el Museo del Chopo en 1986. Durante mucho tiempo se dedicó a denunciar la homofobia social y de Estado, haciendo un seguimiento de casos de crímenes de odio, además de ello viajaron por Chiapas para recolectar pruebas y datos de una serie de asesinatos ocurridos a la población trans, este hecho por demás valeroso y su defensa a los derechos humanos le valió en 1998 la distinción del premio Felipa da Souza de la International Lesbian and Gay Human Rights Covarrubias con sede en San Francisco, lo que inició la lucha contra la impunidad en asesinatos a travestis y trabajadores sexuales en Tuxtla Gutiérrez, Chiapas. Logrando así al principio de la década de los noventa que las autoridades de ese estado le permitieran participar en la investigación".
Atento a acciones de los grupos pro-sida y la ayuda a las personas con este virus realizando pláticas y concienciación en la sociedad sobre este problema, además tuvo constante presencia en la Cámara de Diputados abogando por la promulgación de leyes a favor de los derechos gais o del aborto y una estrecha relación con asociaciones internacionales de homosexuales relacionados con los derechos humanos gais.
Además de criticar el arte erótico en México militante por el derecho a una homosexualidad plena y activo participante en las decisiones ciudadanas además por parte de una compañía británica independiente realizó un documental, el cual trata de su valerosa acción en la lucha por el respeto a la vida de los homosexuales y travestis.
Impulsó la cultura de la diversidad sexual, consiguiendo espacios donde promovieran la expresión artística del homoerotismo en pintura, fotografía, danza, teatro, música, literatura, cine, entre otras manifestaciones plásticas.
Covarrubias logró que la Semana Cultural Lésbico-Gay se convirtiera en lo que conocemos hoy en día: un foro de reflexión de diversos temas, como VIH/SIDA, la homofobia, así como la igualdad de derechos entre heterosexuales, bisexuales y homosexuales.

### Muerte
Polémico en muchas ocasiones, intenso en otras cosechaba amigos o detractores, tras la separación sentimental de Jorge y el fallecimiento de su madre, se apoyó mucho en sus amigos: Francesca Gargallo, Carlos Monsiváis, Armando Cristeto, Juan Carlos Bautista, Salvador Salazar, Martha Nualart, Norma Mogrovejo y Amalia Fisher entre otros.
A pesar de sus contactos, fue perdiendo el apoyo de grupos y simpatizantes, lo cual a la larga lo convirtió en un huésped de la Iglesia de la Comunidad Metropolitana. Durante muchos años, le rodeó la idea del suicidio, realizándolo a pocas horas de que concluyera su última Semana Cultural el 16 de agosto de 2003, inyectándose una alta dosis de insulina lo que le provocó un shock, en un hotel de la colonia Santa María la Rivera en la Ciudad de México.
El precursor del movimiento de Liberación Homosexual, murió dejando una constancia de tres catálogos impresos apoyado por la Universidad Nacional Autónoma de México, entre los cuales destaca por su calidad y diseño, el que dedicó a los 15 años de su actividad cultural.
Su archivo personal fue dividido en partes, solo se conserva lo que resguarda la Iglesia de la Reconciliación, gracias al Rvdo. Jorge Sosa, lugar donde pasó sus últimos días.

## Premios
- Felipa da Souza de la International Lesbian and Gay Human Rights

## Obras
- Una Exposición, Varias Exposiciones, Un Tiempo de Inauguraciones, Covarrubias, México, 2000 por los 15 años de la creación de la "Semana Cultural Lésbico-Gay".